# 8. Turniej Czterech Skoczni
8. Turniej Czterech Skoczni rozgrywany był od 30 grudnia 1959 do 6 stycznia 1960.
Turniej wygrał  Max Bolkart.
Turniej został zbojkotowany przez skoczków z krajów socjalistycznych: ZSRR, Polski, Czechosłowacji i NRD, jako protest przeciwko niewywieszaniu przez organizatorów flagi NRD.

## Oberstdorf
Data: 30 grudnia 1959

Państwo:  RFN

Skocznia: Schattenbergschanze

### Wyniki konkursu
| Poz. | Imię i nazwisko    | Narodowość | Punkty |
| ---- | ------------------ | ---------- | ------ |
| 1.   | Max Bolkart        | RFN        | 220,5  |
| 2.   | Albin Plank        | Austria    | 219,5  |
| 3.   | Helmut Kurz        | RFN        | 219,0  |
| 4.   | Holger Karlsson    | Szwecja    | 217,0  |
| 4.   | Willi Egger        | Austria    | 217,0  |
| 6.   | Hermann Anwander   | RFN        | 215,5  |
| 7.   | Walter Habersatter | Austria    | 214,5  |
| 8.   | Otto Leodolter     | Austria    | 212,5  |
| 9.   | Georg Thoma        | RFN        | 212,0  |
| 9.   | Folke Mikaelsson   | Szwecja    | 212,0  |

## Garmisch-Partenkirchen
Data: 1 stycznia 1960

Państwo:  RFN

Skocznia: Große Olympiaschanze

### Wyniki konkursu
| Poz. | Imię i nazwisko  | Narodowość | Punkty |
| ---- | ---------------- | ---------- | ------ |
| 1.   | Max Bolkart      | RFN        | 216,9  |
| 2.   | Timo Kivela      | Finlandia  | 216,5  |
| 3.   | Jože Šlibar      | Jugosławia | 212,7  |
| 4.   | Inger Lindquist  | Szwecja    | 212,6  |
| 5.   | Georg Thoma      | RFN        | 212,5  |
| 6.   | Božo Jemc        | Jugosławia | 212,1  |
| 7.   | Albin Plank      | Austria    | 211,2  |
| 8.   | Markku Maatela   | Finlandia  | 210,8  |
| 9.   | Jacques Charland | Kanada     | 210,4  |
| 10.  | Willi Egger      | Austria    | 209,8  |

## Innsbruck
Data: 4 stycznia 1960

Państwo:  Austria

Skocznia: Bergisel

### Wyniki konkursu
| Poz. | Imię i nazwisko   | Narodowość | Punkty |
| ---- | ----------------- | ---------- | ------ |
| 1.   | Max Bolkart       | RFN        | 229,5  |
| 2.   | Otto Leodolter    | Austria    | 225,5  |
| 3.   | Albin Plank       | Austria    | 216,5  |
| 4.   | Folke Mikaelsson  | Szwecja    | 215,5  |
| 5.   | Georg Thoma       | RFN        | 214,5  |
| 6.   | Timo Kivela       | Finlandia  | 213,0  |
| 7.   | Willi Egger       | Austria    | 212,0  |
| 8.   | Božo Jemc         | Jugosławia | 211,5  |
| 8.   | Walter Steinegger | Austria    | 211,5  |
| 10.  | Markku Maatela    | Finlandia  | 211,0  |

## Bischofshofen
Data: 6 stycznia 1960

Państwo:  Austria

Skocznia: Paul-Ausserleitner-Schanze

### Wyniki konkursu
| Poz. | Imię i nazwisko   | Narodowość | Punkty |
| ---- | ----------------- | ---------- | ------ |
| 1.   | Albin Plank       | Austria    | 227,5  |
| 2.   | Otto Leodolter    | Austria    | 224,7  |
| 3.   | Willi Egger       | Austria    | 221,7  |
| 4.   | Helmut Kurz       | RFN        | 216,0  |
| 5.   | Max Bolkart       | RFN        | 211,1  |
| 5.   | Jacques Charland  | Kanada     | 211,1  |
| 7.   | Walter Steinegger | Austria    | 210,8  |
| 8.   | Wolfgang Happle   | RFN        | 209,8  |
| 9.   | Jože Šlibar       | Jugosławia | 208,9  |
| 10.  | Timo Kivela       | Finlandia  | 204,3  |

## Klasyfikacja generalna
| Poz. | Skoczek           | Kraj      | Punkty |
| ---- | ----------------- | --------- | ------ |
| 1.   | Max Bolkart       | RFN       | 878,0  |
| 2.   | Albin Plank       | Austria   | 874,7  |
| 3.   | Otto Leodolter    | Austria   | 870,6  |
| 4.   | Willi Egger       | Austria   | 860,5  |
| 5.   | Helmut Kurz       | RFN       | 849,0  |
| 6.   | Timo Kivela       | Finlandia | 845,3  |
| 7.   | Georg Thoma       | RFN       | 839,8  |
| 8.   | Walter Steinegger | Austria   | 826,8  |
| 9.   | Hermann Anwander  | RFN       | 825,7  |
| 10.  | Wolfgang Happle   | RFN       | 808,7  |